# Phrynosoma ditmarsi
Phrynosoma ditmarsi là một loài thằn lằn trong họ Phrynosomatidae. Loài này được Stejneger mô tả khoa học đầu tiên năm 1906.